# كريستوفاو سوينغو
كريستوفاو سوينغو مواليد 1977 في لواندا، هو لاعب كرة سلة أنغولي معتزل. لعب في الدوري الأنغولي لكرة السلة كلاعب هجوم خلفي. حقق المركز الأول في بطولة أمم أفريقيا لكرة السلة 1999. اعتزل اللعب في 2004.

## الميداليات
| الميدالية | المسابقة                          |
| --------- | --------------------------------- |
| ذهبية     | بطولة أمم أفريقيا لكرة السلة 1999 |